# Palm IIIxe
Palm IIIxe — четвёртая модель КПК Palm серии III.
При переходе к Palm IIIxe от Palm IIIx ещё раз был удвоен объём оперативной памяти — теперь размер ОЗУ достиг восьми мегабайт. Однако был убран разъём расширения на материнской плате, что делает невозможным подключение специфических дополнительных устройств.
Изначально поставлялся под управлением 3-й версии Palm OS, однако перезаписываемое Flash ПЗУ, делает возможным обновление ОС до версии 4.1.
Достаточно большой для многих практических целей объем ОЗУ и обновленная ОС, в сочетании с очень продолжительным периодом работы от двух батареек ААА делают этот КПК достаточно актуальным, в качестве низкобюджетной «читалки» и «органайзера» и по сегодняшний день (в памяти КПК легко поместятся более 10 книг среднего размера и более 1000 контактов и встреч).